# Estadio Abbasiyyin
El estadio Abbasiyyin (en árabe: ملعب العباسيين) es un estadio multiusos en la ciudad de Damasco, la capital de Siria, el estadio fue construido en 1976 y es capaz de recibir hasta 30 000 espectadores, siendo el cuarto estadio más grande en Siria.
Actualmente es utilizado principalmente para partidos de fútbol y que sirve como la sede principal de la selección de fútbol de Siria. Es también el hogar de los clubes Al-Wahda, Al-Jaish y Al-Majd de la Liga Premier de Siria. El recinto fue inaugurado en el año 1957 como un lugar especial para el atletismo con una capacidad de 10 000 espectadores.

## Historia
El estadio se inauguró originalmente en 1957 con una capacidad de 10.000 espectadores, para albergar partidos de fútbol y eventos locales de atletismo.
Con motivo de los 5º Juegos Panarábicos en 1976, el estadio fue completamente renovado y la capacidad se amplió hasta 40.000 espectadores. 
El 6 de mayo de 2001, el Papa Juan Pablo II llevó a cabo una santa misa en el Estadio Abbasiyyin.
Sin embargo, después de la renovación más reciente en marzo de 2011, el Estadio Abbasiyyin se convirtió en un estadio de asientos y la capacidad se redujo a 30.000 asientos.